# 成渾
成渾（1535年6月25日—1598年6月6日），字浩原，號牛溪，又号默庵，本貫昌寧成氏，韓國李氏朝鮮中期的文臣和性理學者，作家，詩人。諡號文簡。他跟李珥，鄭澈，宋翼弼等人皆是西人黨的黨首。李珥的同門。趙光祖的弟子白仁傑的門人。

## 著作
- 牛溪集
- 朱門旨訣
- 爲學之方

## 其他
金長生的老師在一人，他在壻郞八松尹煌爲后日少論黨的領袖尹拯的祖父。